# Ike & Tina Turner
Ike & Tina Turner fue un dúo musical estadounidense activo durante las décadas de 1960 y 1970, compuesto por el equipo de marido y mujer Ike Turner y Tina Turner. La revista Rolling Stone los ubicó en el segundo lugar de su lista de los 20 mejores dúos de todos los tiempos.
A partir de 1960, actuaron en vivo como Ike & Tina Turner Revue, con el apoyo de la banda de Ike Turner, Kings of Rhythm, y los vocalistas de apoyo llamados Ikettes. El dúo fue una vez considerado "uno de los mejores, más duradero, y potencialmente más explosivo de todos los conjuntos R & B". También eran conocidos por sus actuaciones en vivo de alta energía, que solo eran comparables a las de James Brown y The Famous Flames.
Sus primeras obras, incluyendo "A Fool in Love","It's Gonna Work Out Fine","I Idolize You" y "River Deep - Mountain High" se convirtieron en referentes importantes en el desarrollo de la música Soul, mientras que sus últimos trabajos fueron conocidos por sus salvajes interpretaciones de arreglos de clásicos del Rock como "Come Together", "Honky Tonk Woman" y "Proud Mary", esta última les haría ganar un Premio Grammy. 
El dúo fue incluido en el Rock & Roll Hall of Fame en 1991.

## Carrera

### 1956-1959: Orígenes
En 1956, Ike Turner y su banda, los Kings of Rhythm, fueron la atracción de música en vivo más popular de la vida nocturna de San Luis, Misuri y la vecina East St. Louis. Ike se había mudado allí desde Clarksdale, Misisipi en 1954 después de trabajar como buscador de talentos para Sun Records y Modern Records. Alrededor de este tiempo, Anna Mae Bullock se había mudado a St. Louis desde Brownsville, Tennessee. Ella comenzó a asistir al club nocturno, Manhattan Club, donde su hermana Alline trabajaba como camarera. Ella se hizo fan y quería actuar con Ike Turner y su banda.
En la noche de 1957, mientras estaba en el Manhattan Club, Ann recibió el micrófono del baterista de la banda Eugene Washington. Ike estaba tocando la canción de B.B. King "You Know I Love You" en el órgano cuando Ann comenzó a cantar. Estaba sorprendido por su voz fuerte y ella cantaba con la banda por la noche. Ella pronto se unió a ellos permanentemente.
Ike pasaría tiempo enseñando a Ann sobre el control de voz y cómo mejorar su presencia en el escenario. En 1958, Ike contó con Ann (entonces conocida por el nombre de "Little Ann") y con el cantante Carlson Oliver en su canción, "Box Top", que fue lanzado en el sello discográfico de St. Louis Tune Town. 

### 1960-1965: Éxito temprano
En 1960, después de haber elegido la cantante Art Lassiter al frente de los Kings of Rhythm, Ike había escrito una canción para Lassiter llamada "A Fool in Love". Cuando Lassiter no se presentó y debido a que Ike ya había reservado tiempo en un caro estudio, permitió que "Little Ann" cantara la canción como una demo. Ike tocó la canción en un show en el Manhattan Club que llamó la atención del disc jockey local Dave Dixon. Dixon le pidió permiso a Ike para enviar el registro a Juggy Murray en Sue Records en la ciudad de Nueva York. Al escuchar la canción, un impresionado Murray compró los derechos musicales de la canción y le dio a Ike un adelanto de $ 20,000 en la canción, convenciendo a Ike de mantener la voz de Ann en la canción. Ike renombró el trío de acompañamiento femenino de la canción las Ikettes y también dio a "Little Ann" el nombre de "Tina Turner" para que rimara con su personaje favorito de televisión, Sheena la reina de la selva, y también le dio el nombre para que, en caso de que Ann saliese del grupo, podría dar otra mujer el nombre de Tina Turner. Ike cambió el nombre del equipo entero como "The Ike y Tina Turner Revue".
"A Fool in Love" se convirtió en un éxito después de su lanzamiento en la primavera de 1960. Alcanzó el puesto #2 R&B y #27 en el Hot 100 de Billboard y consiguió vender más de un millón de copias. Fue descrito por Kurt Loder años más tarde en la autobiografía de Tina, I, Tina como "el mayor éxito negro dentro de una lista de pop blanca desde el What'd I Say de Ray Charles ". El éxito del sencillo fue seguido con otro éxito, "I Idolize You" y el lanzamiento de su álbum debut The Soul of Ike & Tina Turner en febrero de 1961. Después de varias canciones de R&B sucesivas como "You Should've Treated Me Right", "Poor Fool" y "Tra La La La La", el dúo alcanzó el top 20 en las listas de éxitos con "It's Gonna Work Out Fine", que se convirtió en el segundo sencillo con un millón de ventas del dúo y también les valió para su primera nominación a los premios Grammy. 
Sus últimos álbumes de estudio en Sue, Don't Play Me Cheap y It's Gonna Work Out Fine fueron lanzados en 1963. En 1964, después de meses de tensión, Ike Turner terminó su contrato con Juggy Murray y la Sue Records, firmando con el sello Kent Records, y, un año después firmaría con Warner Bros. Records y su filial Loma Records, donde conocieron a Bob Krasnow, quien sería su nuevo mánager. Para asegurarse de que siempre tuviera un registro mientras estaba de gira, Ike formó varios sellos discográficos como Teena, Prann, Innis, Sony, Sonja Records. También lanzó sencillos en sus sellos de otros cantantes. Si bien Ike y Tina grabaron constantemente, realizaron 300 días al año para compensar la falta de registros exitosos.

### 1965-1969: Desarrollo de carrera
En 1965, el dúo tuvo dos de los 40 mejores éxitos de R&B con "Tell Her I'm Not Home" y "Good Bye, So Long". Tina apareció en solitario en shows televisivos como Hollywood A Go-Go y Shindig!, promocionando los trabajos del grupo. El productor Phil Spector los vio actuar en un club en Sunset Strip y los invitó a aparecer en la película de concierto The Big T.N.T. Show. Impresionado por su actuación, Phil Spector contactó a Bob Krasnow y le preguntó si podía producir para Ike y Tina, a lo que Krasnow estuvo de acuerdo. Spector le ofreció a Ike $20.000 por el control creativo de las sesiones. En ese momento, firmaron con la filial de Warner Bros. record, Loma Records, que acababa de cambiar de Kent Records. Después de que Warner les dio su liberación, firmaron con el sello Spector's Philles Records.
En marzo de 1966, Tina comenzó a grabar la composición de Ellie Greenwich / Jeff Barry "River Deep - Mountain High", qué no consiguió un gran éxito en los Estados Unidos después de su lanzamiento en 1966, alcanzando solo el número 88. El desempeño decepcionante de la lista hizo que el álbum, River Deep - Mountain High, se archivara en los Estados Unidos. No debutó en los Estados Unidos hasta 1969. Sin embargo, en Gran Bretaña, la canción se convirtió en un éxito, llegando al número 3 en las listas del Reino Unido. También alcanzó el número uno en Los 40 Principales en España. Debido a la demanda popular, Spector lanzó el álbum en el Reino Unido en London Records en septiembre de 1966. Más tarde ese año, The Rolling Stones ofrecieron a Ike y Tina la oportunidad de actuar como teloneros en su gira en el Reino Unido, la cual aceptaron.
A raíz de esto y, a pesar de no tener ningún gran éxito, la demanda de la banda creció y motivó el regreso a los Estados Unidos. En 1968, estaban actuando como cabeza de cartel en Las Vegas. Ese año, firmaron con Blue Thumb Records y lanzaron el primero de sus dos álbumes con ellos, el primero de los cuales, Outta Season, incluía su interpretación de "I've Been Loving You Too Long". A medida que sus carreras iban en aumento, su relación personal se deterioraba y Tina intentó suicidarse antes de un espectáculo en 1968. El segundo álbum con Blue Thumb, The Hunter, en 1969, incluyó su interpretación de una canción de Albert King, "The Hunter" por la que Tina que recibió su primera nominación al Grammy como artista solista. Fue también durante este tiempo que Ike Turner, que había sido abstemio y nunca había consumido drogas, cayó en la cocaína. En 1969, Ike y los reyes del ritmo lanzaron un álbum instrumental, A Black Man's Soul, que fue nominado para un premio Grammy.

### 1970-1975: Éxito dominante

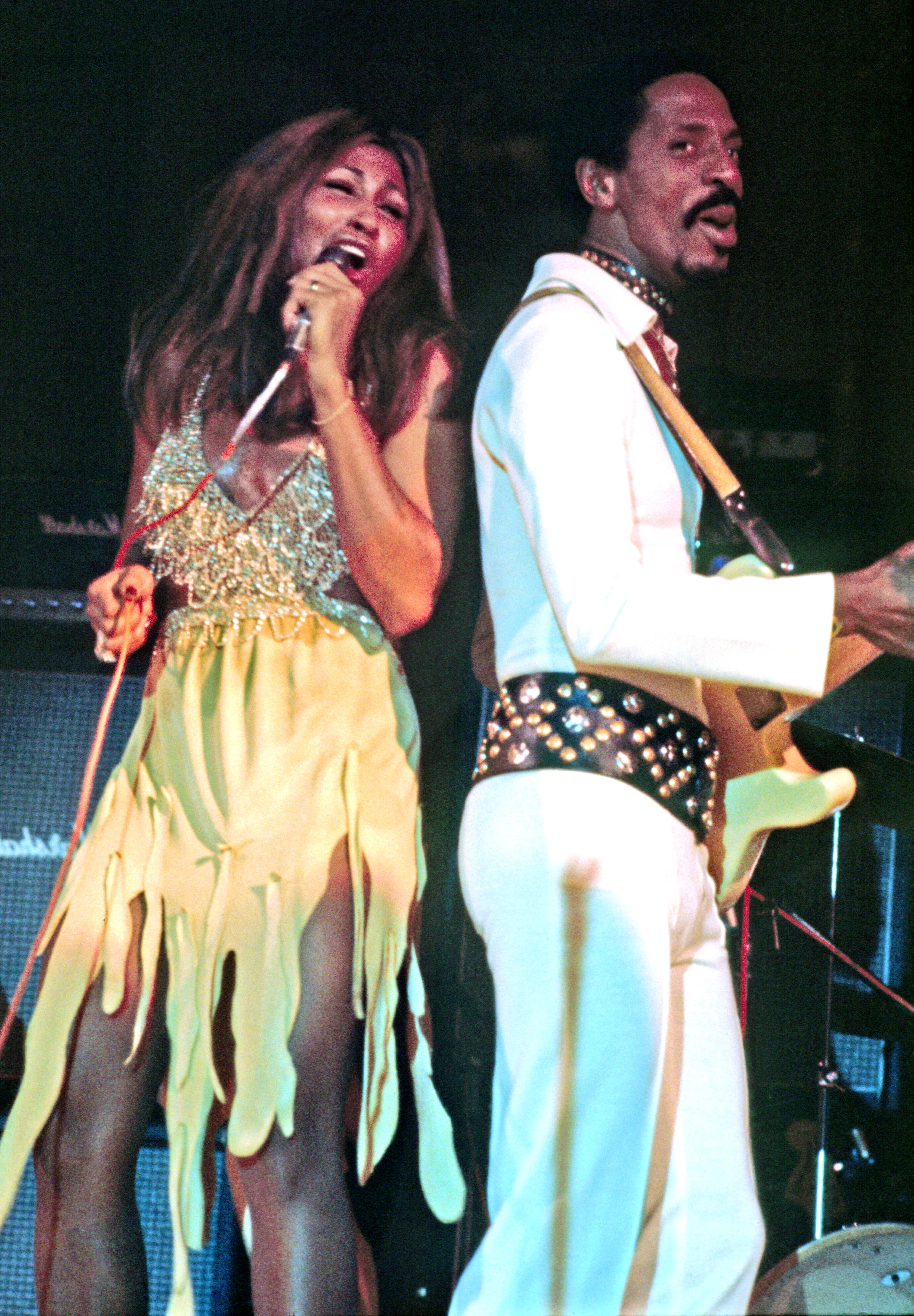
Ike & Tina Turner

Un lugar en la segunda abertura de la gira de los Rolling Stones por Estados Unidos en noviembre de 1969 hizo de Ike y Tina un tema caliente. Durante ese periodo, el grupo firmó con Liberty Records luego que la firma de Minit Records cerrara. En 1970, el grupo lanzó el álbum "Come Together". La canción usada como título, un cover de la famosa canción de los Beatles, tuvo gran éxito, al igual que su versión de Sly and the Family Stone's "I Wanna Take You Higher", que se convirtió en su primera canción pop en alcanzar el "top 40" en ocho años, alcanzando el puesto #25 (algunas posiciones más que las que había logrado la versión original de Sly meses antes). El álbum vendería un cuarto de millón de copias. Ese mismo año, Ike y Tina aparecieron en el show de Ed Sullivan. Sus discos exitosos y su creciente popularidad con las audiencias aumentaron su tarifa por noche, al pasar de $1.000 por noche a $5.000 por noche.
A finales de 1970, durante un descanso en la gira por Florida, la banda grabó su versión de Creedence Clearwater Revival's "Proud Mary". La canción fue lanzada el mes de enero siguiente y se convirtió en el dúo sencillo más vendido hasta la fecha, alcanzando #4 en el Billboard Hot 100 y vendiendo más de un millón de copias, más tarde les ganó un premio Grammy por Mejor R&B Vocal por un Dúo o Grupo . El álbum que contó con la canción, Workin 'Together, fue puesto en libertad poco después y se benefició del éxito de "Proud Mary" en horas pico en la parte superior 40 de la carta de los álbumes, el primero de sus álbumes para hacerlo. También durante el año, la banda apagar el disco en directo, Live at Carnegie Hall: What You Hear Is What You Get , que vendió medio millón de copias y les dio su primer oro de la venta del álbum. También lanzaron el álbum Live in Paris exculsivamente en Europa. En marzo de 1971, participaron en el concierto Soul to Soul en Acra que celebró el decimocuarto año de independencia de Ghana. El concierto fue filmado y lanzado en los cines en el verano de 1971. Ese año, Liberty Records fue absorbida por United Artists Records, donde Ike y Tina permanecerían como dúo.
En marzo de 1972, los Turners abrieron su propio estudio de grabación, Bolic Sound, en Inglewood. Las instalaciones ya habían estado en uso para las producciones de Turner desde 1970. Ese año, lanzaron el álbum Feel Good. Nueve de las diez pistas del álbum fueron escritas por Tina. En 1973, con la ayuda de Tina en letras, Ike Turner compuso y produjo la canción "Nutbush City Limits". Alcanzó el puesto #22 en el Billboard Hot 100 y #11 en la lista de R&B. El sencillo fue aún más exitoso en Europa, alcanzando el #4 en el Reino Unido y el #1 en Austria; También un top 5 en varios otros países. Sus singles de seguimiento "Sweet Rhode Island Red" y "Sexy Ida" tuvieron un éxito moderado en la lista de R&B.
En 1974, Ike y Tina lanzaron el álbum The Gospel According to Ike & Tina. Ese año, Tina lanzó su primer álbum en solitario Tina Turns the Country On!. Ambos álbumes recibieron nominaciones a los premios Grammy. También lanzaron el álbum Sweet Rhode Island Red exculsivamente en Europa. En 1975, Gerhard Augustin, cofundador de Beat-Club y exdirector de A&R en United Artists en Munich, se convirtió en gerente de Ike y Tina. Anteriormente había coproducido algunas de sus canciones y su álbum Feel Good (1972). En 1975, Tina interpretó a la Reina Ácida (Acid Queen) en la ópera rock Tommy. Para sacar provecho de su publicidad en torno a la película, se lanzó un álbum en solitario de Tina titulado Acid Queen. El sencillo principal "Baby, Get It On" se convirtió en el último sencillo de la lista del dúo, llegando al #31 en la lista de R&B. Fue un éxito en Europa donde Ike y Tina tenían una sólida base de admiradores, alcanzando el #20 en Bélgica y el #9 en los Países Bajos.

### 1976-1978: Decadencia y divorcio
En 1976, la adicción a la cocaína de Ike había causado un agujero en su tabique nasal, lo que provocó hemorragias nasales de las que se aliviaría al usar más droga. Ike planeaba dejar United Artists para una nueva compañía discográfica, Cream Records, por un monto anual reportado de $150.000. El 1 de julio de 1976, la Ike & Tina Turner Revue voló a Dallas, Texas, donde tuvieron un espectáculo en el Dallas Statler Hilton. De camino al hotel, Ike y Tina se pelearon en el auto. Poco después de su llegada, Tina corrió hacia el cercano Ramada Inn. Años más tarde, en su autobiografía, Tina: My Life Story (1986), alegó que Ike la había abusado durante su matrimonio. Ike afirmó en su autobiografía, Takin 'Back My Name: The Confessions of Ike Turner (1999), que Tina comenzó su pelea final irritándolo a propósito para que ella tuviera una razón para romper con él antes de que se programara para firmar su nuevo contrato. Su divorcio se finalizó en marzo de 1978. En el acuerdo de divorcio, Tina le dio a Ike su parte de su estudio de grabación Bolic Sound, editoriales, bienes raíces. Tina retuvo los derechos de autor de las canciones que había escrito, sus dos autos Jaguars y su nombre artístico. Ella también asumió la responsabilidad de las deudas de las fechas perdidas de sus conciertos.
United Artists respondió a la abrupta división terminando álbumes de sus últimas sesiones de grabación. Lanzaron Delilah Power (1977) y Airwaves (1978). En 1980, Ike lanzó el sencillo "Party Vibes" / "Shame, Shame, Shame" de The Edge (1980). Alcanzó el puesto #27 en la lista Billboard Disco Top 100. Después del éxito de Tina como artista solista a mediados de la década de 1980, se lanzaron álbumes recopilatorios que contenían material inédito, incluidos Get Back (1985) y Gold Empire (1985). Get Back alcanzó la tabla Billboard Pop Albums.

## Premios y reconocimientos
Ike & Tina Turner fueron exaltados al Rock & Roll Hall of Fame en 1991. Ike Turner estaba en la cárcel y Tina Turner no asistió. Tina emitió una declaración de que estaba tomando un permiso de ausencia después de su gira europea Foreign Affair y que se sentía "emocionalmente no equipada para regresar a Estados Unidos y responder a la noche de celebración de la manera que quisiera". Tanto Ike y Tina recibieron cada uno un estrella y fueron exaltados individualmente, al salon St. Louis de la Fama. Dos de sus canciones, " River Deep - Mountain High "y" Proud Mary ", fueron exaltados al Salón de la Fama del Grammy, en 1999 y 2003, respectivamente. Tina recibió una estrella en solitario en el Hollywood Walk of Fame en 1986.
El grupo fue nominado tres veces a los premios Grammy. Ellos fueron nominados y ganó como Mejor R & B Vocal por un Grupo en 1971 para "Proud Mary" en el 14 Congreso Anual de Premios Grammy. Tina se recibió una nominación a Mejor Artista Femenina R & Performance B Vocal de la álbum 1969 The Hunter. El grupo también recibió una nominación por su grabación de 1961 "It's Gonna Work Out Fine". 
Ike y Tina Turner también recibieron los siguientes premios:
- 1971: Mejor dúo del año por su sencillo "Proud Mary" de Hit Parade
- 1971: Top Duo (Singles) de Record World DJ Poll
- 1971:Mejor dúo de NATRA (Asociación Nacional de Anunciadores de Televisión y Radio)
- 1971: Premio del Alma de la Academia Francesa de Jazz
- 1971: Premio Otis Redding de la Academia Francesa de Jazz al mejor disco de R&B (Workin 'Together)
- 1974: Golden European Award, el primero otorgado por vender más de un millón de discos de "Nutbush City Limits"

## Discografía

### Álbumes
| Año  | Álbum                                  | US Top 200 | US R&B |
| ---- | -------------------------------------- | ---------- | ------ |
| 1961 | The Soul of Ike & Tina Turner          | -          | -      |
| 1962 | Dynamite!                              | -          | -      |
| 1963 | Don't Play Me Cheap                    | -          | -      |
| 1963 | It's Gonna Work Out Fine               | -          | -      |
| 1964 | Ike & Tina Turner Revue Live           | -          | -      |
| 1965 | Live! The Ike & Tina Turner Show       | 126        | 8      |
| 1966 | Get It – Get It                        | -          | -      |
| 1966 | River Deep - Mountain High             | -          | -      |
| 1968 | So Fine                                | -          | -      |
| 1968 | Outta Season                           | 91         | 43     |
| 1969 | Cussin', Cryin' & Carryin' On          | -          | -      |
| 1969 | In Person                              | 142        | 19     |
| 1969 | River Deep - Mountain High (reedición) | 102        | 28     |
| 1969 | The Hunter                             | 176        | 49     |
| 1970 | Come Together                          | 130        | 13     |
| 1970 | Workin' Together                       | 25         | 3      |
| 1971 | Live In Paris                          | -          | -      |
| 1971 | Nuff Said                              | 108        | 21     |
| 1972 | Feel Good                              | 160        | 28     |
| 1973 | Let Me Touch Your Mind                 | -          | -      |
| 1973 | Live! The World of Ike & Tina          | 211        | 47     |
| 1973 | Nutbush City Limits                    | 163        | 21     |
| 1974 | Sweet Rhode Island Red                 | -          | -      |
| 1974 | The Gospel According to Ike & Tina     | -          | -      |
| 1977 | Delilah's Power                        | -          | -      |
| 1978 | Airwaves                               | -          | -      |
| 1980 | The Edge                               | -          | -      |
| 1985 | Get Back                               | 189        | -      |

### Sencillos
| Año  | Canción                                                 | US Hot 100 | US R&B | UK |
| ---- | ------------------------------------------------------- | ---------- | ------ | -- |
| 1960 | "A Fool In Love"                                        | 27         | 2      | -  |
| 1960 | "I Idolize You"                                         | 82         | 5      | -  |
| 1961 | "It's Gonna Work Out Fine"                              | 14         | 2      | -  |
| 1961 | "Poor Fool"                                             | 38         | 4      | -  |
| 1962 | "Tra La La La La"                                       | 50         | 9      | -  |
| 1962 | "You Should'a Treated Me Right"                         | 89         | -      | -  |
| 1964 | "You Can't Miss Nothing That You Never Had"             | 122        | 29     | -  |
| 1964 | "I Can't Believe What You Say (For Seeing What You Do)" | 99         | -      | -  |
| 1965 | "Tell Her I'm Not Home"                                 | 108        | 33     | 48 |
| 1965 | "Good Bye, So Long"                                     | 107        | 32     | -  |
| 1966 | "River Deep – Mountain High"                            | 88         | -      | 3  |
| 1967 | "I'll Never Need More Than This"                        | 114        | -      | 64 |
| 1967 | "A Love Like Yours (Don't Come Knocking Everyday)"      | -          | -      | 16 |
| 1968 | "So Fine"                                               | 117        | 50     | -  |
| 1968 | "I'm Gonna Do All I Can (To Do Right by My Man)"        | 98         | 46     | -  |
| 1968 | "I've Been Loving You Too Long"                         | 68         | 23     | -  |
| 1969 | "The Hunter"                                            | 93         | 37     | -  |
| 1969 | "River Deep – Mountain High"                            | 112        | -      | 33 |
| 1969 | "Bold Soul Sister"                                      | 59         | 22     | -  |
| 1970 | "Come Together"                                         | 57         | 21     | -  |
| 1970 | "I Want To Take You Higher"                             | 34         | 25     | -  |
| 1970 | "Workin' Together"                                      | 105        | 41     | -  |
| 1971 | "Proud Mary"                                            | 4          | 5      | -  |
| 1971 | "Ooh Poo Pah Doo"                                       | 60         | 31     | -  |
| 1971 | "I'm Yours (Use Me Anyway You Wanna)"                   | 104        | 47     | -  |
| 1972 | "Up In Heah"                                            | 83         | 47     | -  |
| 1973 | "Early One Morning"                                     | -          | 47     | -  |
| 1973 | "Nutbush City Limits"                                   | 22         | 11     | 4  |
| 1974 | "Sweet Rhode Island Red"                                | 106        | 43     | 51 |
| 1974 | "Sexy Ida (Part 1)"                                     | 65         | 29     | 51 |
| 1974 | "Sexy Ida (Part 2)"                                     | 85         | 49     | -  |
| 1975 | "Baby, Get It On"                                       | 88         | 31     | 53 |